# Kabeltrekkous

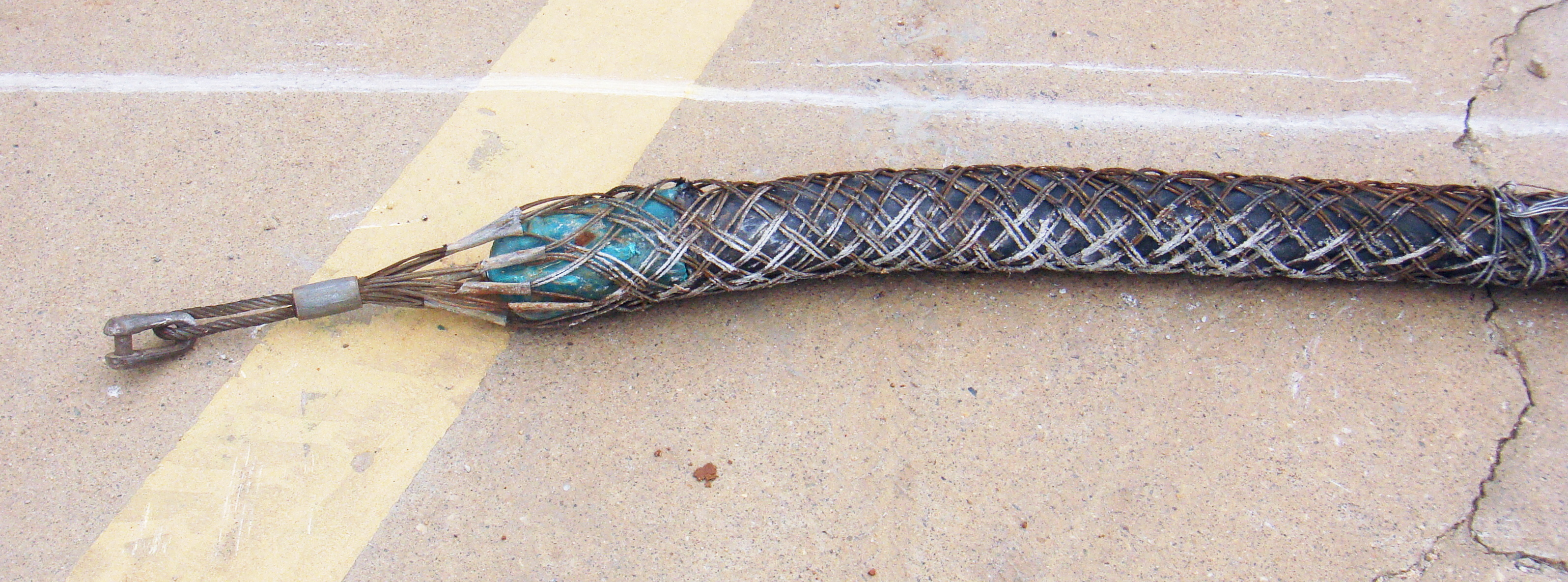
Treksok om een kabeleind

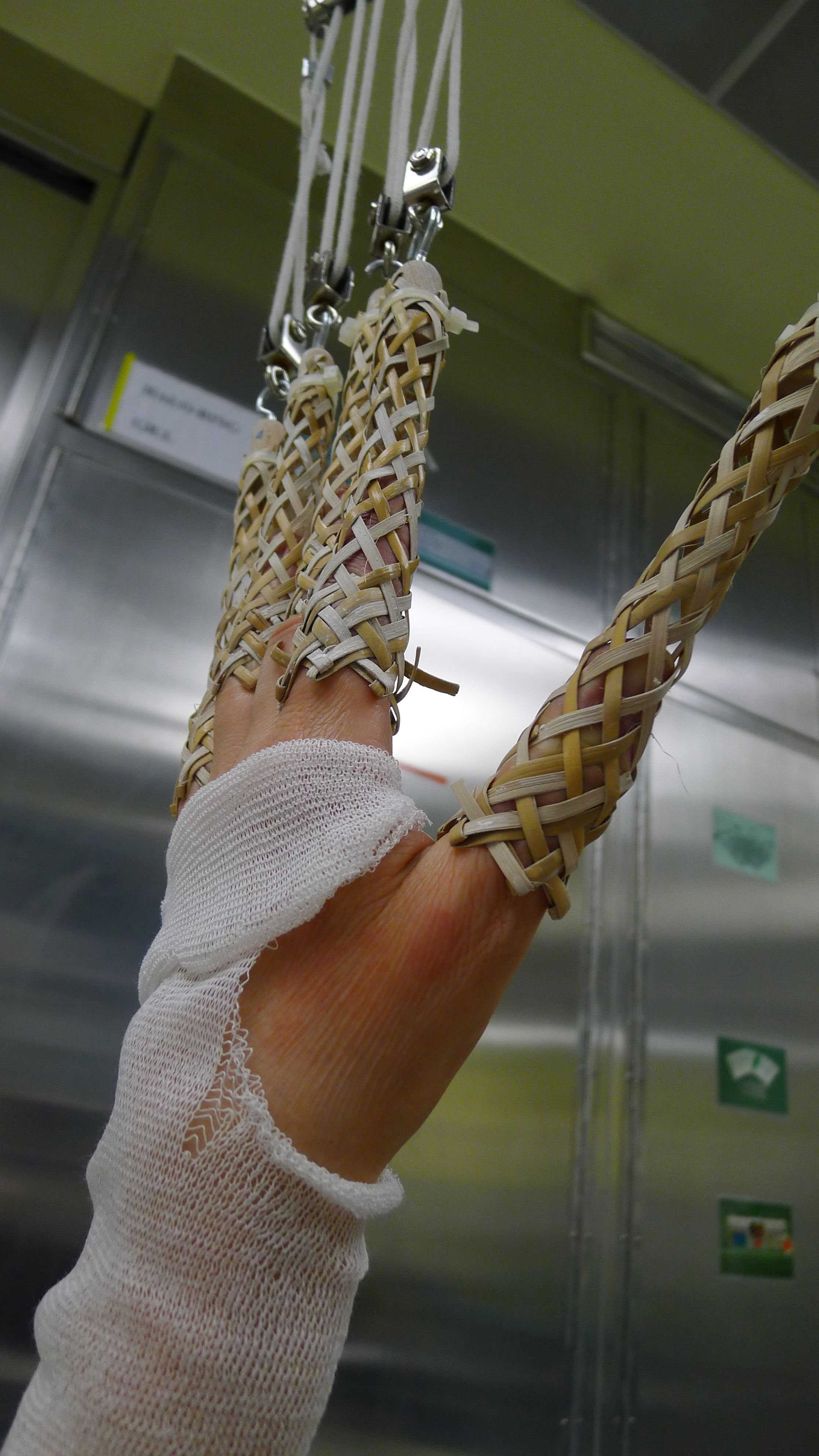
Trekkousen om de vingers

Een kabeltrekkous, kabelvlieter of treksok is een hulpmiddel dat bevestigd wordt aan het eind van een kabel, bijvoorbeeld een elektriciteits- of telefoonkabel, om zo'n kabel door een buis of tunnel te kunnen trekken.
De kabeltrekkous is gemaakt in de vorm van een koker van gevlochten stalen of kunststof draad. De trekkous is open aan het eind waarmee hij om een kabel wordt geschoven en gesloten aan het andere eind en mogelijk van een bevestigingslus voorzien zodat er aan getrokken kan worden met behulp van een dunne trekkabel. Door de losse structuur van de trekkous zal een longitudinale kracht ervoor zorgen dat het materiaal zich insnoert rond de te trekken kabel en door wrijving op zijn plaats blijven. Is het doortrekken van de kabel voltooid, dan kan de trekkous weer worden verwijderd door de einden van de trekkous naar elkaar toe te bewegen.

## Andere functies en verschijningsvormen
- Een trekkous kan ook gebruikt worden om een zware elektriciteitskabel of olieleiding aan op te hangen zodat permanent minder trekkracht wordt uitgeoefend op de verbinding van zo'n kabel of leiding welke tot breuk zou kunnen leiden.[1]
- Een soort trekkous met een werkingsprincipe op dezelfde basis als de kabeltrekkous wordt gebruikt voor het uitoefenen van een trekkracht op een gebroken duim of vingers om die weer in de correcte positie te plaatsen.
- Er bestaat een als speelgoed verkrijgbare trekkous waarbij beide einden open zijn en twee deelnemers elk een vinger in een eindopening steken. Wordt er nu aan getrokken dan zitten beide vingers vast in de trekkous. In het Duits wordt zo'n speelgoed ook wel Mädchenfänger (meisjesvanger) genoemd. Alleen wanneer de deelnemers naar elkaar toe bewegen kan men zich weer losmaken.
- De Peace Bridge in Calgary, een loop- en fietsbrug, heeft vanwege zijn verschijningsvorm de bijnaam 'Finger Trap Bridge' (kabeltrekkousbrug).

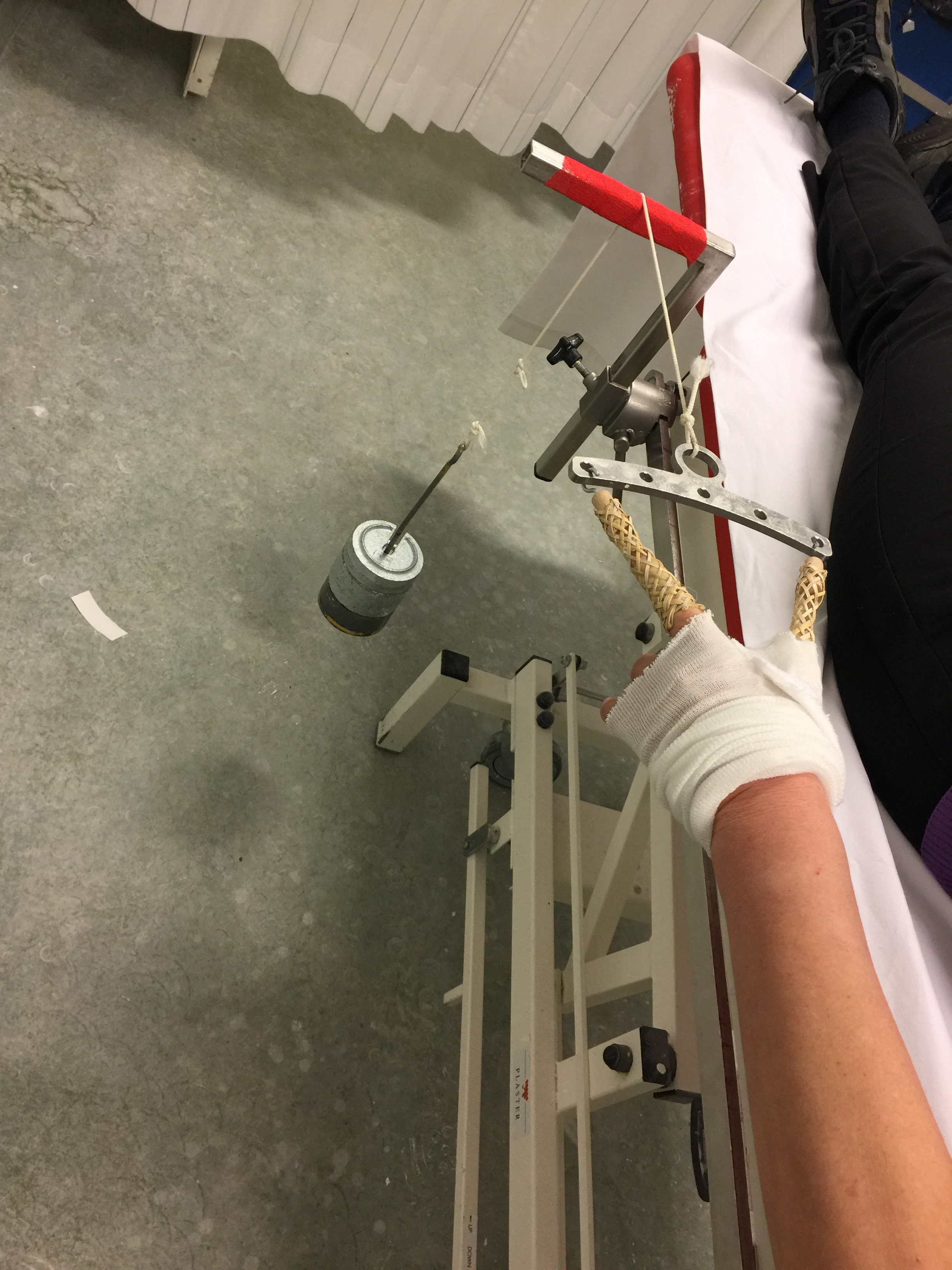
Kabeltrekkous bij gebroken pols
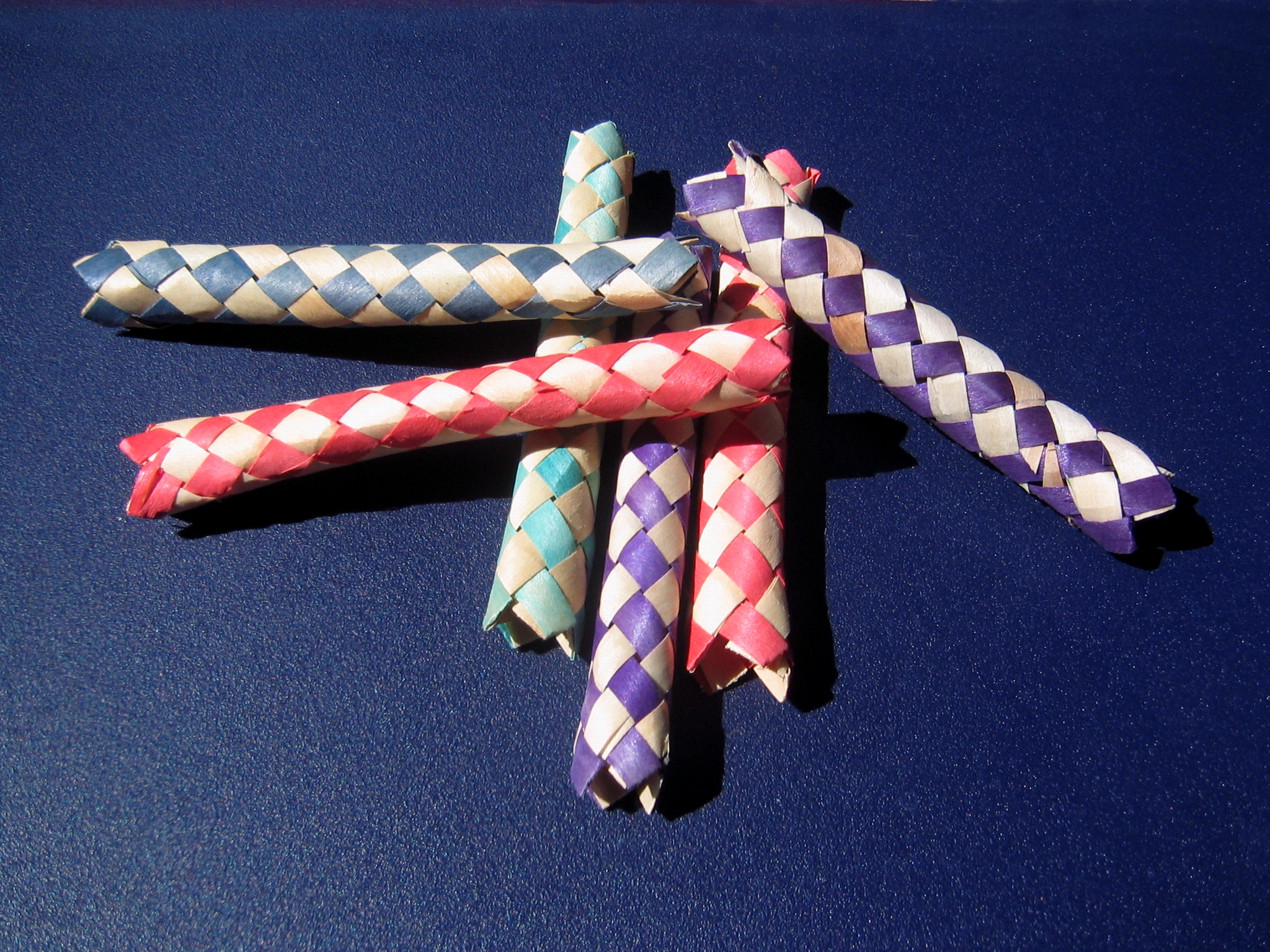
Speelgoed dat werkt als een treksok.
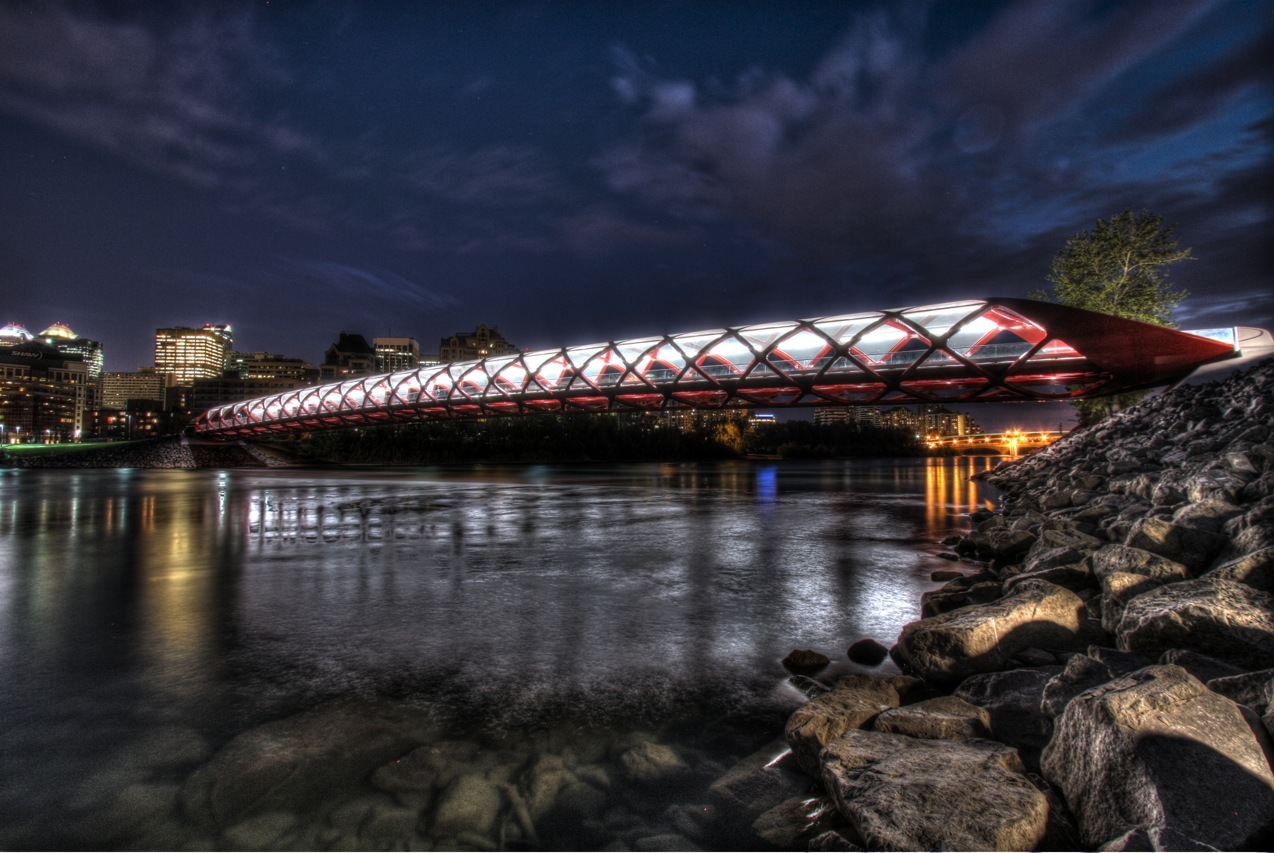
De Peace Bridge in Calgary.